# جون فيرتشايلد (ممثلة)
جون فيرتشايلد (بالإنجليزية: June Fairchild)‏ هي ممثلة أمريكية، ولدت في 3 سبتمبر 1946 في مانهاتان بيتش في الولايات المتحدة، وتوفيت في 17 فبراير 2015 في لوس أنجلوس في الولايات المتحدة بسبب سرطان الكبد.

## أعمال

### أفلام
- (1968) رأس

## وصلات خارجية
- جون فيرتشايلد على موقع IMDb (الإنجليزية)
- جون فيرتشايلد على موقع ألو سيني (الفرنسية)
- جون فيرتشايلد على موقع ميوزك برينز (الإنجليزية)
- جون فيرتشايلد على موقع أول موفي (الإنجليزية)
- جون فيرتشايلد على موقع قاعدة بيانات الأفلام السويدية (السويدية)
- جون فيرتشايلد على موقع قاعدة بيانات الفيلم (الإنجليزية)
- جون فيرتشايلد على موقع كينوبويسك (الروسية)